# La nueva canción chilena (Inti-Illimani 2)
La Nueva Canción Chilena (Inti-Illimani 2), también llamado simplemente La Nueva Canción Chilena, es el décimo álbum de la banda chilena Inti-Illimani. Grabado en Milán en marzo de 1974, fue lanzado ese mismo año por el sello italiano Dischi dello Zodiaco.
Este es el segundo disco grabado y publicado por la banda en Italia, luego de su exilio en dicho país producto del Golpe de Estado en Chile de 1973.
Posteriormente, en 1991, el álbum fue reeditado por el sello Monitor Records en formato disco compacto.

## Lista de canciones[4]
| N.º   | Título                                        | Escritor(es)                  | Duración |  |
| 1.    | «Tocata y fuga» (o Los mapuches)              | Violeta Parra                 | 2:35     |  |
| 2.    | «Corazón maldito»                             | Violeta Parra                 | 2:59     |  |
| 3.    | «Run Run se fue pa'l norte»                   | Violeta Parra                 | 4:40     |  |
| 4.    | «El aparecido»                                | Víctor Jara                   | 3:38     |  |
| 5.    | «Así como hoy matan negros»                   | Pablo Neruda, Sergio Ortega   | 2:21     |  |
| 6.    | «Chile herido»                                | Jorge Coulón, Luis Advis      | 3:12     |  |
| 7.    | «Calambito temucano»                          | Violeta Parra                 | 3:05     |  |
| 8.    | «El exiliado del sur» (o La exiliada del sur) | Violeta Parra, Patricio Manns | 3:36     |  |
| 9.    | «La partida»                                  | Víctor Jara                   | 3:36     |  |
| 10.   | «Lo que más quiero»                           | Violeta Parra, Isabel Parra   | 3:08     |  |
| 11.   | «Ya parte el galgo terrible»                  | Pablo Neruda, Sergio Ortega   | 2:32     |  |
| 12.   | «El pueblo unido jamás será vencido»          | Sergio Ortega                 | 3:05     |  |
| 38:27 |                                               |                               |          |  |

## Créditos
Inti-Illimani
- Max Berrú: voz, percusión, guitarra
- José Miguel Camus: quena, percusión, voz
- Jorge Coulón: voz, tiple, guitarra
- Horacio Durán: charango, cuatro, voz
- Horacio Salinas: voz, guitarra, tiple, percusión
- José Seves: voz, guitarra, quena, percusión

Otros
- Gracia Barrios: diseño de cubierta